# Amore mio aiutami
Amore mio aiutami è un film italiano del 1969, diretto da Alberto Sordi.

## Trama
Giovanni e Raffaella formano una coppia rodata da dieci anni di matrimonio, che va però in crisi allorché Raffaella si innamora di Valerio Mantovani, un piacente quarantenne conosciuto durante i concerti di musica da camera a cui lei assiste settimanalmente assieme alla madre. Raffaella,  confidando sulla comprensione del marito, che si vanta da sempre per la sua modernità, aperto e razionale, chiede il suo aiuto per chiarire i suoi sentimenti e decidere se approfondire la relazione con la sua nuova fiamma (che peraltro è all'oscuro dei sentimenti della donna), o restare con suo marito che ritiene di amare ancora.
Giovanni, perdutamente innamorato della moglie, ma deciso a restare fedele ai suoi principi, decide di mostrare comprensione, ma intanto si adopera in tutti i modi per impedire che la moglie finisca nelle braccia del nuovo venuto. La situazione finisce per degenerare. Tra continui allontanamenti e riavvicinamenti, marito e moglie seguiranno un percorso che li porterà alla definitiva ed irreparabile rottura, e Raffaella andrà a vivere con Valerio.

## Critica
Giovanni Grazzini nel Corriere della Sera dell'11 ottobre 1969: "[...] Riallacciandosi in qualche modo a Il marito, interpretato una decina d'anni prima, e continuando quell'intelligente osservazione del costume che attraverso il proprio inesauribile personaggio Alberto Sordi persegue con ammirevole costanza per disegnare e pungere i caratteri della borghesia italiana, Amore mio aiutami è un'opera garbata e sottile, fitta di annotazioni psicologiche, dove, intorno al soggetto di Sonego, Sordi regista ricama un tragicomico minuetto sul tema attualissimo della coppia che dietro una facciata di disinvolto modernismo s'aggroviglia nell'antico gioco delle parti, mescolando scherzo e viltà, dolore e perfidia. Anziché affidarci espliciti motivi polemici, il film tratteggia con malinconica ironia il profilo d'un uomo di mezza età, non a caso battezzato Machiavelli, che né con la violenza né con l'indulgenza affettuosa, maschera del suo torpore morale, riesce a salvaguardare quel bene supremo che la tradizione identifica con l'unità della famiglia. La civiltà del benessere lo mimetizza da marito invulnerabile, ma nel momento dell'ultima scelta non riesce a salvarlo dalla solitudine. L'unica cosa che può nobilitare il suo sgomento è il rifiuto di chiudere un occhio, di ignorare il torto subito. Nascosta fra le pieghe di una commedia brillante, trapunta di situazioni buffe che mettono in un piano un po' teatrale, questa morale desolata conferisce al film un sapore amarognolo, quasi una vena, di terrore, che riceve attento rilievo dall'interpretazione d'un Sordi misurato e sicurissimo nello svariare dai toni grotteschi a quelli patetici [...]".

## Produzione
Un classico delle scene della commedia all'italiana è divenuta la sequenza in cui, sulla spiaggia di Sabaudia, Giovanni, esasperato dalla situazione venutasi a creare, si scaglia su Raffaella inseguendola e picchiandola per svariati minuti. In questa scena la Vitti ebbe come controfigura una giovane Fiorella Mannoia, la quale ha in seguito affermato: "Il massimo che poteva capitare era perdere l'equilibrio per una spinta", ma, ribadiva, nessuna percossa reale era stata inferta.

### Riprese
La scena nella quale il protagonista Giovanni picchia la moglie sulla spiaggia è stata girata a Sabaudia. La casa romana dei protagonisti si trova sulla Salita dei Parioli, a Roma: nella sequenza di apertura del film si vede distintamente lo Stadio Flaminio. Alcune sequenze della coppia in crociera furono girate sul transatlantico T/n Raffaello. A bordo della stessa nave il film fu presentato in anteprima mondiale.

## Distribuzione
In Italia film venne distribuito dalla Columbia CEIAD e uscì per la prima volta nelle sale il 3 ottobre 1969.

## Colonna sonora
Le musiche originali del film sono scritte dal maestro Piero Piccioni.
La colonna sonora è composta dai seguenti brani:
- Amore mio aiutami (vers. 1)
- Amore mio aiutami (vers. 2)
- Amore mio aiutami (vers. 3)
- Amore mio aiutami (vers. 4)
- Amore mio aiutami (vers. 5)
- Amore mio aiutami (vers. 6)
- Miss Luna special (vers. 1)
- Miss Luna special (vers. 2)
- Miss Luna special (vers. 3)
- Luna, amore e no (vers. 1)
- Luna, amore e no (vers. 2)
- Luna, amore e no (vers. 3)
- Luna, amore e no (vers. 4)
- Luna, amore e no (vers. 5)
- Amore mio aiutami - nave shake (vers. 1)
- Amore mio aiutami - nave shake (vers. 2)
- Amore mio aiutami - nave shake (vers. 3)
- Bossa per Alberto (vers. 1)
- Bossa per Alberto (vers. 2)
- North Pole pinguin (vers. 1)
- North Pole pinguin (vers. 2)
- Violino
- Amanda's train
- Barocco
- Paso doble y sentimental
- Addio, amore mio
- Luna non sei nessuna (vocale)

Nel film è inoltre presente la canzone Ahi... le Hawaii cantata da Herbert Pagani e uscita nello stesso anno.

## Incassi
Il film ebbe un grandissimo successo, si classificò al quinto posto nella classifica dei film italiani nella stagione agosto 1969-luglio 1970 e l'incasso fu di 2 002 741 000 di lire. L'incasso totale delle prime visioni nelle sedici città capozona fu di 856 623 000 lire.

### Pubblico
Il film fu visto al cinema da 5 969 422 spettatori.

## Curiosità
Nella famosa scena in cui Giovanni (Alberto Sordi) picchia violentemente la moglie Raffaella (Monica Vitti) sulla spiaggia, quest'ultima era molto intimorita all'idea e fu dunque sostituita dalla giovane comparsa Fiorella Mannoia.